# 弓削家澄
弓削 家澄（ゆげ いえすみ）は、戦国時代の武将。浅井氏の家臣。通称六郎左衛門。

## 略歴
越前国長崎城主・雅楽助の弟 。天文10年（1541年）に京極が浅井に敗れてからは浅井に仕えた。元亀元年（1570年）、姉川の戦いにおいて浅井勢に従い討死した。